# John Harold Clapham
John Harold Clapham (Salford, 1873 – 1946) è stato un economista e storico inglese.

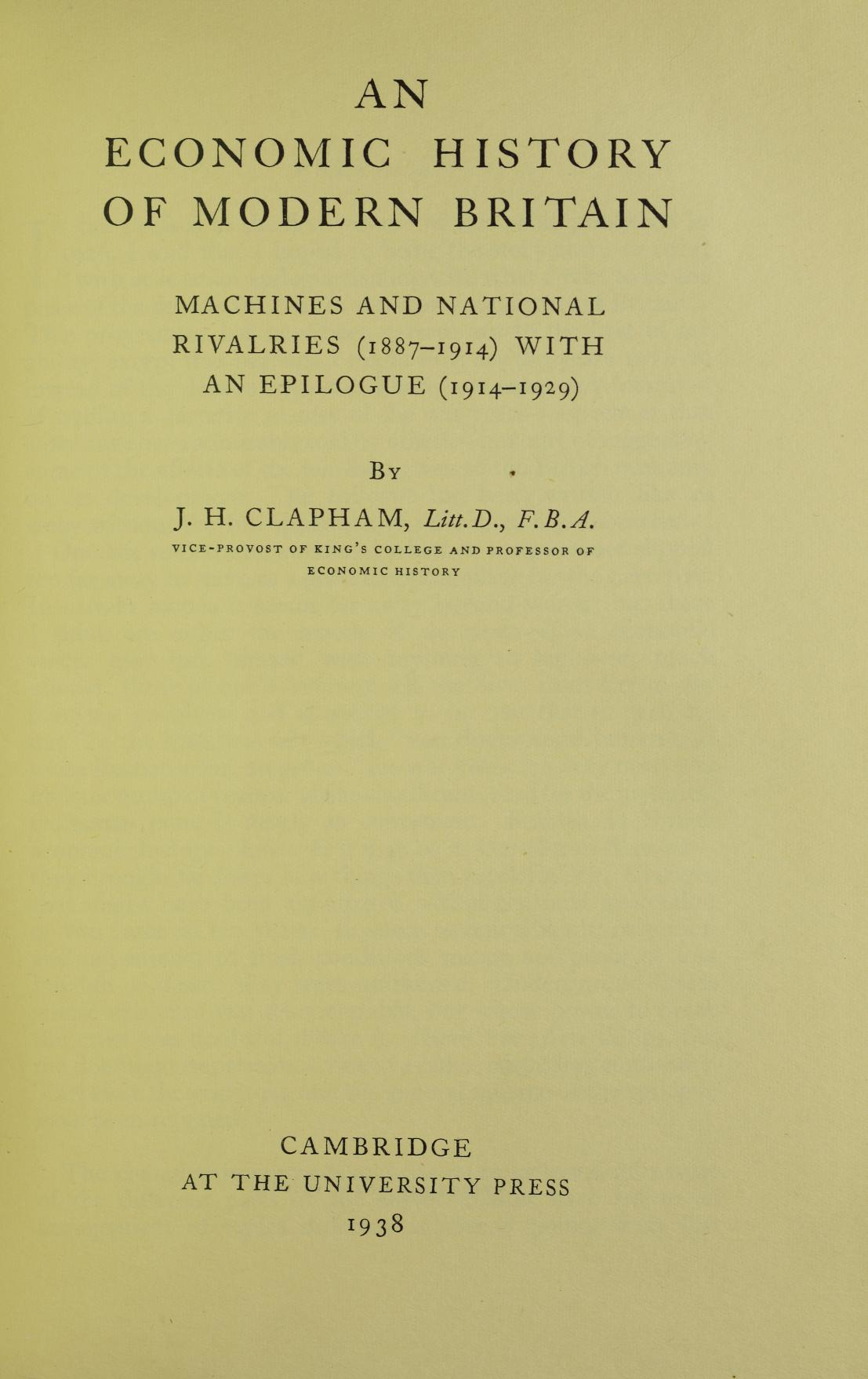
Machines and national rivalries, 1938

Fu il primo professore di storia dell'economia all'università di Cambridge ed è noto soprattutto per la sua storia della rivoluzione industriale in Inghilterra. Clapham pensava che la storia economica dovesse far parte integrante della storiografia piuttosto che sviluppare una metodologia propria.

## Opere
- (EN) Early railway age, Cambridge, University Press Cambridge, 1926.
- (EN) Free trade and steel, Cambridge, University Press Cambridge, 1932.
- (EN) Machines and national rivalries, Cambridge, University Press Cambridge, 1938.
- (EN) Bank of England. 1694-1797, Cambridge, University Press Cambridge, 1958.
- (EN) Bank of England. 1797-1914, Cambridge, University Press Cambridge, 1958.